# Trichostomum crispulum
Trichostomum crispulum, auch Krauses Haarmundmoos genannt, ist eine Laubmoosart aus der Familie Pottiaceae. 

## Merkmale
Trichostomum crispulum bildet lockere bis dichte, gelbgrüne bis bräunlichgrüne Rasen. Die einzelnen Pflanzen sind 0,5 bis 3 Zentimeter hoch und gabelig verzweigt. Die Blätter sind im oberen Teil der Sprosse größer und dichter stehend als darunter. Sie sind aus breiterem Grund lanzettlich, oben rinnig mit mehr oder weniger eingebogenen Blatträndern, rasch in die oft kapuzenförmige Blattspitze verschmälert und besitzen eine als kurzes Spitzchen austretende Blattrippe. Trocken sind die Blätter kraus, feucht aufrecht abstehend bis sparrig abstehend.
Der Stämmchenquerschnitt zeigt einen deutlichen Zentralstrang. Die Laminazellen sind im oberen Blattteil rundlich-quadratisch, dicht papillös und 6 bis 11 µm groß, an der Blattbasis rechteckig, glatt und hyalin bis gelblich.
Das diözische Moos bildet selten Sporophyten aus. Die Seta ist etwa 0,7 bis 1,5 Zentimeter lang und rötlich, die aufrechte Sporenkapsel ist eilänglich bis zylindrisch und besitzt rötliche, fadenförmige und aufrechte bis schwach gedrehte Peristomzähne sowie einen geschnäbelten Deckel. Die rotbraunen Sporen sind papillös und etwa 12 bis 20 µm groß.

## Variabilität
Die Art Trichostomum crispulum ist sehr formenreich. Von mehreren beschriebenen Formen wäre besonders Trichostomum crispulum var. viridulum (Bruch) Dixon zu erwähnen, diese wird manchmal als eigene Art (Trichostomum viridulum Bruch) abgetrennt. Hier handelt es sich um nur wenige Millimeter große Pflanzen mit schmäleren und lang zugespitzten Blättern.

## Verbreitung und Standortansprüche
Die Verbreitung von Trichostomum crispulum reicht über weite Teile der Nordhalbkugel bis ins tropische Afrika. In Mitteleuropa kommt es vor allem in den Kalkgebirgen vor. In den Alpen steigt es bis in die alpine Höhenstufe. 
Es wächst meist an frischen bis feuchten und schattigen Felsen, auf kalkreichen, skelettreichen Böden, auf Löß oder auf Sand- und Schotterflächen von Fluss- oder Bachufern.